# Valea Petrii, Mehedinți
Valea Petrii este un sat în comuna Greci din județul Mehedinți, Oltenia, România.